# Bilder från Fryksdalen (Gösta Berlings land)
Bilder från Fryksdalen (Gösta Berlings land) är en svensk dokumentärfilm från 1907, producerad och fotad av Charles Magnusson.
Inspelningen ägde rum i värmländska Fryksdalen och gjordes mot bakgrund av att den populära svenska författaren Selma Lagerlöf härstammade från trakten. Filmen premiärvisades den 16 november 1907 på biograf Kronan i Göteborg. En del av filmen finns bevarad i Sveriges Televisions arkiv.